# Goiânia Esporte Clube
El Goiânia Esporte Clube es un club de fútbol  de la ciudad de Goiânia, en el estado de Goiás, Brasil. Fue fundado el 6 de julio de 1938.
Tiene como principal rival al Atlético Goianiense, con el que comparte ser uno de los clubes más antiguos del estado, y con quien disputa el Clássico Vovô o clásico abuelo.

## Historia
Fue fundado el 6 de julio de 1938 con el nombre de Corintians Goiano Futebol Clube.
A lo largo de su historia el Goiania posee 14 títulos del Campeonato Goiano, incluyendo un pentacampeonato entre 1950 y 1954. Fueron el primer club de Goias en ganar una copa a nivel regional, la Copa Central de Brasil 1967, y el primer club en ganar un campeonato invicto. Es uno de los cuatro clubes de fútbol de la ciudad de Goiânia en participar en la principal división del Campeonato Brasileño, en cuatro ediciones en 1975, 1976, 1977 y 1979. En Serie B ha participado en las ediciones de 1980, 1985, 1989 y 1991. También participó en dos ocasiones en la Copa de Brasil en 1991 y 2001.
El Goiânia disputa sus partidos en el Estadio Olímpico Pedro Ludovico, con una capacidad para 12.000 espectadores.

## Entrenadores
- Carlos Barsi (junio de 1938–?)[3]
- Fidêncio Lobo (agosto de 1958-?)[4]
- Aladim Lima (?–junio de 1969)[5]
- Héctor Gritta (junio de 1969–?)[5]
- José Agnelli (agosto de 1971–junio de 1972)[6][7]
- Murilo Santa (julio de 1972–?)[8]
- Juan Rolón (?–febrero de 1973)[9]
- Marco Antônio de Valinhos (febrero de 1973)[9]
- Inácio Milani (marzo de 1973–mayo de 1973)[10][11]
- Ivan Navarro (mayo de 1973–agosto de 1973)[11][12]
- Gentil Queiroz (agosto de 1973–?)[12]
- José Aristóbulo Mesquita (junio de 1979–agosto/septiembre de 1979)[13][14]
- Tomazinho (?–abril de 1980)[15]
- Artur Neto (diciembre de 2019–febrero de 2020)[16][17]
- Finazzi (febrero de 2020–octubre de 2020)[18][19]
- Edson Júnior (octubre de 2020–~julio de 2021)[19][20]
- Alex Godoi (interino- febrero de 2023–2023)[21]
- Glauber Ramos (noviembre de 2023–presente)[2]

## Presidentes
- Ademar Martins Vieira (1938–?)[3]
- Alexandre Godoi (2020–presente)[1]

## Palmarés

### Torneos estaduales
- Campeonato Goiano (14): 1945, 1946, 1948, 1950, 1951, 1952, 1953, 1954, 1956, 1958, 1959, 1960, 1968, 1974
- Campeonato Goiano de Segunda División (2): 1998, 2006